# Mojosari (Kepanjen)
Mojosari is een bestuurslaag in het regentschap Malang van de provincie Oost-Java, Indonesië. Mojosari telt 3768 inwoners (volkstelling 2010).